# チャールズ・シーモア (第6代サマセット公)
第6代サマセット公チャールズ・シーモア（Charles Seymour, 6th Duke of Somerset KG PC、1662年8月13日 - 1748年12月2日）は、イギリスの貴族・政治家。父はトローブリッジのシーモア男爵チャールズ・シーモア、母はアリントン男爵ウィリアム・アリントンの娘エリザベスでフランシス・シーモアの弟。初代サマセット公エドワード・シーモアの息子であるハートフォード伯エドワード・シーモアの玄孫に当たる。「高慢な公爵」（The Proud Duke）の通称で知られる。

## 生涯
ケンブリッジ大学トリニティ・カレッジで学び、1678年に急死した兄フランシスの後を継いでサマセット公位を継承、1682年にノーサンバランド伯ジョスリン・パーシーの1人娘エリザベス・パーシーと結婚してパーシー家の広大な所領を手にする。この相続でノーサンバランド州のアニック・カースル、ロンドンのサイオン・ハウス、ノーサンバーランド・ハウスそしてウェスト・サセックスのペットワース・ハウスを始めエリザベス自身が取得している爵位及び所領も獲得、一気に富裕貴族となった。
1683年にイングランド王チャールズ2世から王室の家政を任され、1685年にはジェームズ2世から竜騎兵大佐に任命されたが、1688年の名誉革命ではジェームズ2世からウィリアム3世に寝返った。1692年にウィリアム3世の妻メアリー2世と義妹アンが諍いを起こすとアンをサイオン・ハウスに保護、夫妻揃ってマールバラ伯（後にマールバラ公）ジョン・チャーチルとサラ・ジェニングス夫妻及びシドニー・ゴドルフィンと共にアンと親交を深め、1702年にアンが即位すると主馬頭、枢密院議長に任命され（同年に交代）、ホイッグ党員ながらトーリー党員で中道派を率いるゴドルフィン政権の1人として活動した。
1708年頃からアンの信任を得るようになったトーリー党指導者のロバート・ハーレーに懐柔されトーリー党に協力するようになった。しかし、1710年にトーリー党が総選挙でホイッグ党に勝利すると重要なポストを与えられずホイッグ党に戻るが、翌1711年にエリザベスがアンの信任を失わずミストレス・オブ・ザ・ローブス（Mistress of the Robes、衣服係女官）に任じられるのと対照的に枢密院から除名され、1712年に主馬頭も罷免され野党活動に走った。1714年にアンが危篤状態となり大蔵卿だったハーレーが失脚すると、ホイッグ党員のアーガイル公ジョン・キャンベルと共に枢密院へ乗り込みヘンリー・シンジョンの大蔵卿就任を阻止、アーガイルと大蔵卿のシュルーズベリー公チャールズ・タルボットと共にジョージ1世がドイツからイギリスに到着するまでの政務を任される委員の1人に選ばれ主馬頭に復帰したが、翌1715年にジョージ1世と対立して解任された。以後は1741年創立の児童養護病院ファウンドリング・ホスピタルの監督に就任した他に目立った活動はなく、1748年に86歳の高齢で死去。
晩年には広大な所領の相続問題に追われ、孫で息子アルジャーノンの子ジョージが早世してからはシーモア家の直系相続が無くなりアルジャーノンがサマセット公位を継承したが、アルジャーノンが遺産相続先を決めた結果、1750年にアルジャーノンが亡くなると孫娘エリザベスの夫ヒュー・スミソンがノーサンバランド伯位と所領を継承（後にノーサンバランド公に昇格）、サマセット公位は遠縁のエドワード・シーモアに受け継がれ、それぞれの子孫がイギリス貴族として現在も続いている。
通称が示す通りの性格を至る所で表し、後妻が自分に触れただけで前妻と比較して愚痴をこぼしたり、娘のシャーロットが自分が来ても座ったままだったことから相続分を2万ポンド削ったり、各屋敷の間に専用道路を作り、召使いを先駆けさせて周囲の人々を排除してから馬車を止まらず走らせるなど傲慢な行動・逸話を数多く残している。しかし隙も多く、ハーレーと協力した理由は自分が次の政権の中心人物になろうと画策していたからであり、ホイッグ党からも王家と遠縁に当たることをおだてられたといわれる。エリザベスと対立していたジョナサン・スウィフト及びトーリー党からはエリザベスを通してアンに影響力を及ぼすのではないかと危惧されていたが、日和見的行動からホイッグ党・トーリー党双方からは信用されなかったほか、ジョージ1世との確執もあってさほど重用されずに終わったことはマールバラ公夫妻と違い政治力が無かったことを示している。

## 子女
最初の妻エリザベスとの間に5人の子を儲けた。
1. アルジャーノン（1684年 - 1750年） - サマセット公、ノーサンバランド伯
2. エリザベス（1685年 - 1734年） - 第7代トモンド伯爵ヘンリー・オブライエンと結婚
3. キャサリン（1693年 - 1731年） - 第3代準男爵ウィリアム・ウィンダムと結婚
4. パーシー（1696年6月3日 – 1721年7月4日） - 庶民院議員、生涯未婚[4]
5. アン（1709年 - 1722年） - 第3代リーズ公爵ペレグリン・オズボーンと結婚

1725年にノッティンガム伯ダニエル・フィンチの娘シャーロットと再婚、2人の娘を儲けた。
1. フランシス（1728年 - 1761年） - グランビー侯爵ジョン・マナーズと結婚
2. シャーロット（1730年 - 1805年） - 第3代エイルズフォード伯爵ヘニッジ・フィンチと結婚